# Noir metropolitano
Il noir metropolitano è quel tipo di romanzo noir ambientato in una città o in una metropoli: in esso la città diventa non solo lo sfondo della vicenda, ma anche protagonista vera e propria della storia. Come pure protagonisti sono la violenza, la criminalità e il degrado urbano e morale.

## Esponenti
Alcuni fra i principali esponenti del romanzo noir metropolitano sono Ed McBain per New York, James Ellroy per Los Angeles, Jean-Claude Izzo per Marsiglia. Tra gli italiani rientrano in questo genere, ad esempio, Loriano Macchiavelli per Bologna, Marco Vichi per Firenze, Massimo Siviero per Napoli, Paolo Roversi e  Fabrizio Carcano 
per Milano.

## Peculiarità
Per l'ambientazione urbana, che è una connotazione del noir metropolitano, il ritmo della storia non può non risentire del ritmo convulso della vita della metropoli e ne diventa il quadro espressivo più diretto. Il seme della violenza (firmato da Ed McBain con il suo nome di Hunter Evan) e la serie dell'87º Distretto si possono considerare titoli del manifesto del noir metropolitano.

## Differenze e analogie

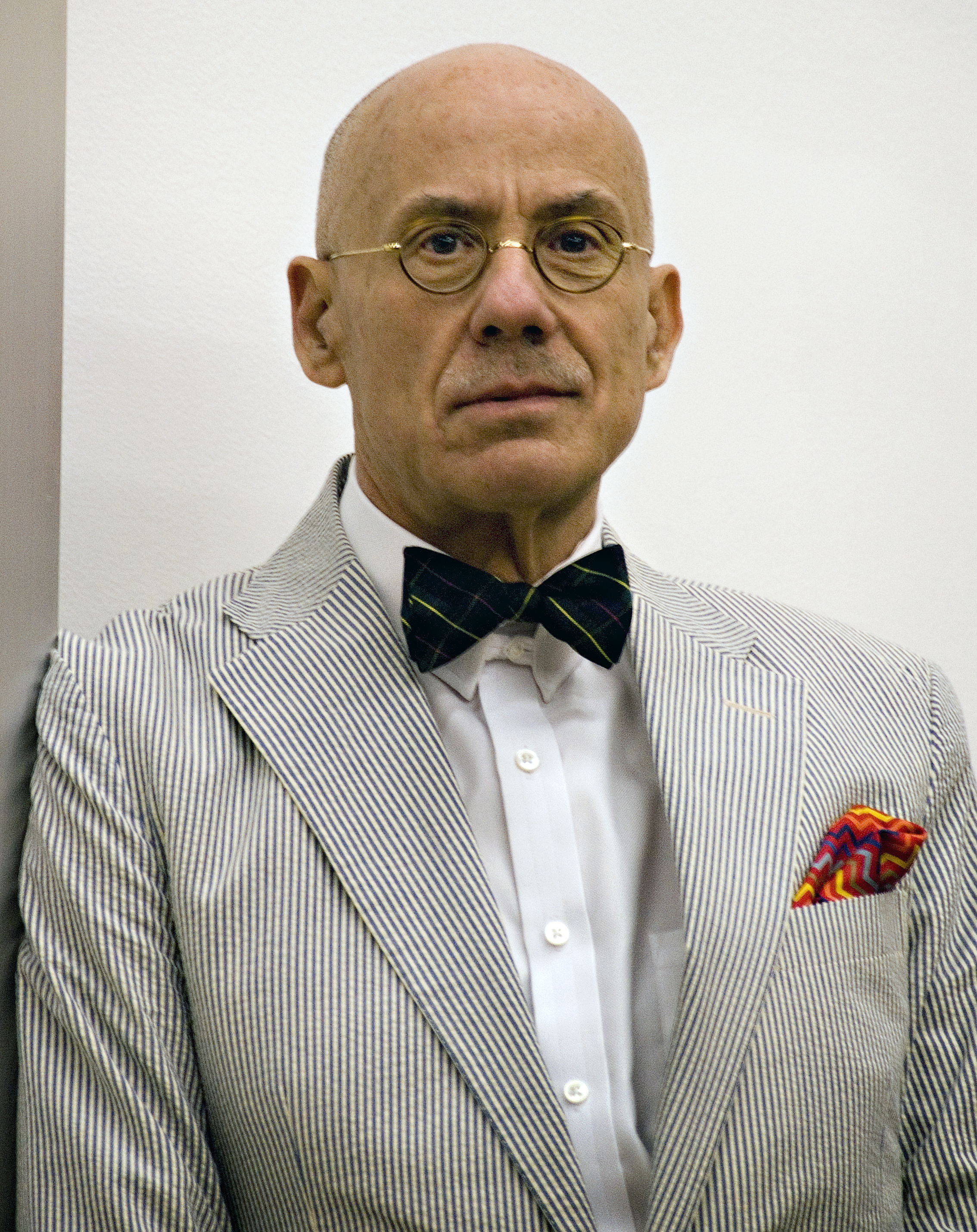
James Ellroy, autore di L.A. Confidential

A differenza del noir classico che non sempre si identifica con il filone hard boiled (più incentrato sulla personalità del detective), il noir metropolitano ha diversi punti di contatto riguardo all'ambientazione realistica e alla durezza delle storie che assumono il colore della cronaca nera con gli omicidi trasferiti sui marciapiedi. Altri ingredienti presenti nei due tipi di narrazione sono la corruzione e una criminalità spietata che ha rapporti stretti con apparati delle istituzioni. L.A. Confidential di James Ellroy ne è un esempio classico.
Alquanto contiguo con il noir metropolitano è il police procedural di cui la serie di 87º Distretto di Ed McBain costituisce un riferimento significativo. In questo filone, inaugurato negli anni quaranta, assumono un ruolo centrale le indagini di un pool della polizia che utilizza i notevoli mezzi e le risorse a disposizione in una grande città.